# JM (映画)
『JM』（ジェイエム、Johnny Mnemonic）は、1995年のカナダ・アメリカ合衆国のサイバーパンクSF映画である。監督はロバート・ロンゴ、出演はキアヌ・リーブスとドルフ・ラングレンなど。
SF作家ウィリアム・ギブスンによる短編小説『記憶屋ジョニィ』 （短編集『クローム襲撃』所収）を原案とし、ギブスン自身が脚色を担当、ギブスン作品によくみられる、巨大企業に支配され東アジアの影響を色濃く受けた近未来のディストピアが描かれている。
主人公である脳に埋め込まれた記憶装置に情報を記録する運び屋ジョニー・ニーモニックをキアヌ・リーブスが、またヤクザの組長タカハシ役を、本作がハリウッドデビューとなった北野武（Takeshi名義）が演じている。
2022年には本作のモノクローム版のブルーレイが海外でのみ発売された。

## ストーリー
ジョニーは、通常のネットワークに晒すことのできない機密情報を記録して運ぶ不正取引人である。彼は、脳に埋め込まれた記憶装置へ情報を運ぶことができるが、自身にもその内容が判らないように、複数のキーによって暗号化されている。
ある日、彼は装置の安全許容値を超える情報を運ぶことになる。それは、彼にとって想像を超える金銭的価値のある機密情報であり、全てのキーを使って時間内に取り出さなければ、彼の死を意味することにもなる。
期限内に情報を運ばなければならない彼は、情報の持ち主である企業の殺し屋に追われる身となり、同時にキーの一部を奪われ、また別のキーを破壊される。

## キャスト
※括弧内は日本語吹替
- ジョニー・"ニーモニック"・スミス：キアヌ・リーブス（宮本充）
- ジェーン：ディナ・メイヤー（一城みゆ希）
- タカハシ：北野武（Takeshi名義）
- Jボーン：アイス・T（秋元羊介）
- カール牧師：ドルフ・ラングレン（青野武）
- スパイダー：ヘンリー・ロリンズ（江原正士）
- ラルフィ：ウド・キア（小川真司）
- アンナ・コールマン：バルバラ・スコヴァ（沢田敏子）
- シンジ：デニス・アキヤマ（谷口節）
- プリティ：トレイシー・トゥイード（金野恵子）
- ヨマンマ：ファルコナー・エイブラハム（大山高男）
- フッキー：ドン・フランクス（峰恵研）
- ヘンソン：ディエゴ・チェンバーズ（大滝進矢）
- タカハシの秘書：シェリー・ミラー（英語版）（竹口安芸子）
- ベトナム人：アーサー・エング（成田剣）
- ベトナム人：フォン・フローレス（英語版）（金尾哲夫）
- ホテルロビーの男：サイモン・シン（小島敏彦）
- ファーマコムの警備員：ダグラス・オキーフ（仲野裕）
- スティック：シルヴィオ・オリヴィエロ（藤本譲）
- ニュースキャスター：クリストファー・コムリー（田原アルノ）

## 製作
撮影はカナダのトロントやモントリオールの他、ニュージャージー州のニューアークや北京でも行われた。トロントのユニオン駅やモントリオールのジャック・カルティエ橋など、各地を象徴するモニュメントも数多く登場している。

## 評価
商業的には最終興行成績が5240万ドルに達するなど一定の成功を収め、2600万ドルの制作費を全額回収した。
この映画作品は、後に飛躍する二人の映画俳優が競演した作品としても記憶されている。日本では、後にヴェネツィア国際映画祭で作品賞・監督賞を受賞することになる北野武にとって、俳優としてのハリウッドデビュー作として注目を受けた。本人も同作を気に入っており、「サイバーパンクって呼ばれるジャンルのSFでいい作品だった」「シナリオが魅力的でね、現代のインターネット上の違法コピー問題を先読みしたような話だったね」と主にギブスンの原作・脚本面について高く評価している。一方で、「全然当たらなかった映画」「あの人（ロバート・ロンゴ監督）、たしかあれ以来撮っていないよね。『JM』ですごい赤字を出したんじゃない？」「いまだにわからないもん（笑）」「新しいことをやろうとして、できないときの間抜けさっていうのが、あの映画の特徴だね」などとも述べている。主演のキアヌ・リーブスは、数年後に同じくSF作品である『マトリックス』、2020年にはサイバーパンクの世界観を発展させた未来の世界を舞台とするオープンワールド型のアクションロールプレイングゲーム『サイバーパンク2077』にそれぞれ出演し、一躍知名度を上げている。
その一方で、批評家からの評価は極めて低い。Rotten Tomatoesによれば、批評家の一致した見解は「酷いミスキャストに加えて物語的に間違った方向に導かれている『JM』は、1990年代のサイバーパンクスリラーを無意味な新しいというか、何と言うか、低レベルなものにしている。」であり、34件の評論のうち高評価は12%にあたる4件で、平均点は10点満点中3.8点となっている。
Metacriticによれば、24件の評論のうち、高評価は2件、賛否混在は8件、低評価は14件で、平均点は100点満点中33点となっている。

## エピソード

### 出演者
キアヌ・リーブスは、帝国ホテルが大のお気に入りで、劇中の台詞で「洗濯を頼みたい。帝国ホテルで頼むような洗濯だ。東京の…」というアドリブを入れた。共演者の北野武は、キアヌのことを「彼は素晴らしい役者で、ほんといいやつだったな」とインタビューで答えている。

### 短編との違い
映画版は、原作とはストーリーが大きく違っている。主な点では、ジョニーの彼女であるモリィ（ギブスンの代表作『ニューロマンサー』にも登場する）は、映画ではジェーンに変わっている。これは、モリィのキャラクターの権利が別の映画会社の所有するものとなっていたことによる措置である。神経衰弱症候群 (NAS) は、原作には登場しない映画の創作である。NASは"黒い悪寒"とも呼ばれ、どこにでもある機器から発せられる電磁波によって引き起こされ、将来世界的に流行するとされている。映画は、治療法を発見するも公表はせず、それを利用して儲けようとするある製薬企業を中心に展開している。その製薬企業の所有するAI（人工知能）として登場するクロームも、原作とは違っている。映画では、自我を持つキャラクターだが、原作では単純な応答式のセキュリティープログラムとして登場する。

### インターナショナル版
監督の思い描いたものに一番近いバージョンは日本でのみ公開された。その後公開されたインターナショナル版では、再編集によって10分ほど短くなっている。音楽も日本版とインターナショナル版では異なり、ブラッド・フィーデルによって作曲されたインターナショナル版の音楽は、日本版のマイケル・ダナによる楽曲とはかけ離れたものになっている。インディーズバンド、ブラック・レインが映画のために書き下ろした楽曲も使われていない。
以下、日本版との主な違いである。
- オープニングタイトルにレーザーのようなエフェクトが追加されている。
- オープニング後の抗議デモのシーンが短くなっている。ニュースキャスターの声が流れる長いクレーンショットがほとんどカットされている。
- 北京ホテルでジョニーがディーラーから希望のメモリ装置を手に入れられなかったと言うシーンがない。
- クラブの男性トイレでラルフィーが部下にジョニーの頭部を壁に打ちつけたことを叱るシーンが短い。
- ジェーンが2度、手榴弾を"ボトルオープナー"と呼ぶのが、普通に"手榴弾"となっている。
- タカハシ関連のシーンがいくつか削除されている。娘の部屋でホログラムを見ているシーン、錠剤を飲みながら娘の映像を見ているシーン、シンジの子分を斬り殺すシーンなど。
- 牧師が信者たちに説いていると、タカハシの子分が現れたのに気付き、瞑想のためとその場を去るシーンがない。その他、アクションシーンでの台詞がいくつかなくなっている。
- 1、2秒だが微妙に短くなっている個所が随所にある。兵士が橋を攻撃するシーンや、ラストの記憶内のシーンも編集が変わっている。

なお、日本国内で発売されているDVDは日本公開版だが、2008年12月に発売されたブルーレイはインターナショナル版である（日本版は特典としてSD画質で収録）。

## マルチメディア展開
公開と同年の1995年に、小説を原作としたPCゲーム（DOS版、Microsoft Windows 3.x版、Macintosh版）が発売された。製作はCineACTIVE、販売はSony Imagesoft。日本未発売。